# Ruhla (entreprise)
Ruhla est une marque de montres est-allemande aujourd'hui disparue qui tire son nom de la ville de Ruhla. 

## Histoire

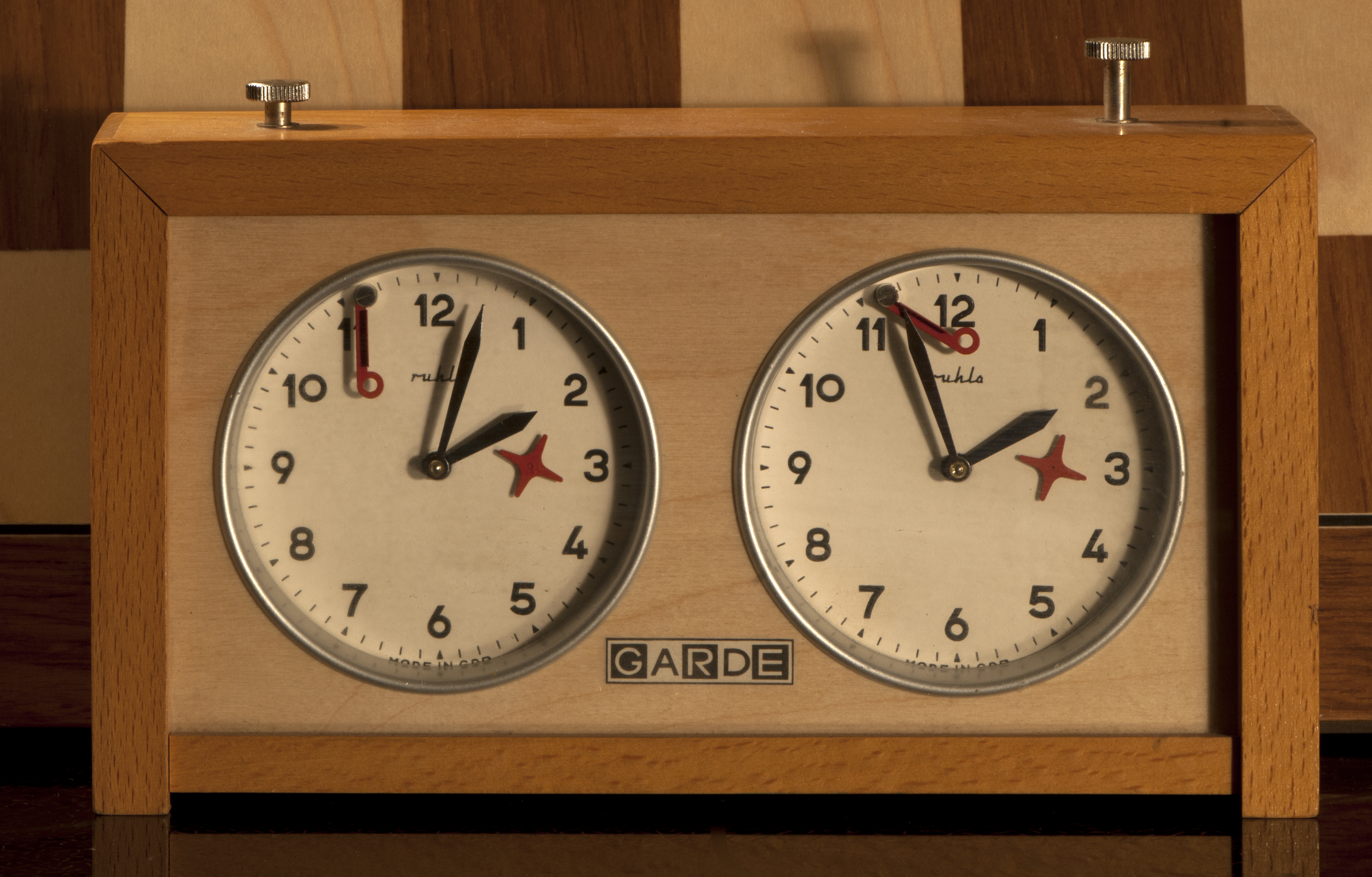
Une pendule d'échecs produite par Ruhla

Créée le 25 septembre 1862 par les frères Georg et Christian Thiel, la Gebrüder Thiel GmbH siège au 20 Kühlergasse, à Ruhla. Dans ses premières années d'existence, l'entreprise fabrique des boîtes à musique et des horloges. À la fin des années 1880, la société met au point un mouvement doté d'une réserve de marche de 12 heures.  
La société connaît une croissance importante et déménagé dans les locaux de la Reiss'schen Filzfabrik, acquise à l'époque pour 18 250 thaler, en 1873. Entre 1876 et 1879, le chiffre d'affaires de l'entreprise passe des 150 000 aux 500 000 marks.  
En 1891, la marque introduit sa première montre de poche, la Fearless. Le produit est un succès de ventes dans le marché nord-américain. En 1897, les usines des Thiel fabriquent près de 4 000 montres par jour. L'entreprise lance ses premières montres-bracelets en 1908, sur la base des modèles de montres de poche pour dames Darling et Divina.
Pendant la première et la seconde Guerre mondiale, la société des frères Thiel participe à l'armement de la Wehrmacht. Quand Ruhla est occupée par les troupes américaines le 8 avril 1945, les usines de la Gebrüder Thiel GmbH ferment ses portes et sa main-d'œuvre est licenciée. 
La production reprend en juillet 1945. La société est ensuite nationalisée le 1er mai 1952 par le gouvernement de la RDA et rebaptisée Uhren und Maschinenfabrik Ruhla. Spécialisée dans la production de montres, d'horloges, et chronographes, Ruhla a notamment équipé les avions soviétiques Iliouchine dans les années 1950.  
Le boycott économique contre la RDA rend difficile l'importation de plusieurs pièces. Une usine de production de cadrans et de boîtiers fut mise en place en conséquence. 
Une partie importante des montres Ruhla étaient exportées vers les pays composant le bloc de l'Est. Réputées pour leur robustesse et leur fiabilité, quelques montres ont également été exportées vers les pays occidentaux.  
Le 1er mars 1967, les usines horlogères Ruhla, Glashütte et Weimar fusionnent pour former la VEB Uhrenkombinat Ruhla.  
Ruhla a cessé sa production et a disparu en 1992, deux ans après la réunification allemande.